# 一色義辰
一色 義辰（いっしき よしたつ）は、戦国時代の武将。

## 概要
足利義昭配下の武将として、織田信長と敵対した際には越後上杉氏や毛利氏に協力要請の書状を作成している。また、天正7年（1576年）5月には、配下の石川繁が荻野直正や赤井幸家と通じて毛利氏に援軍を要請している。
梅本政幸は丹後国竹野郡の郡代であったとし、竹野郡芋野小字竹藤（現在の京丹後市）には一色義竜の墓があるとする。

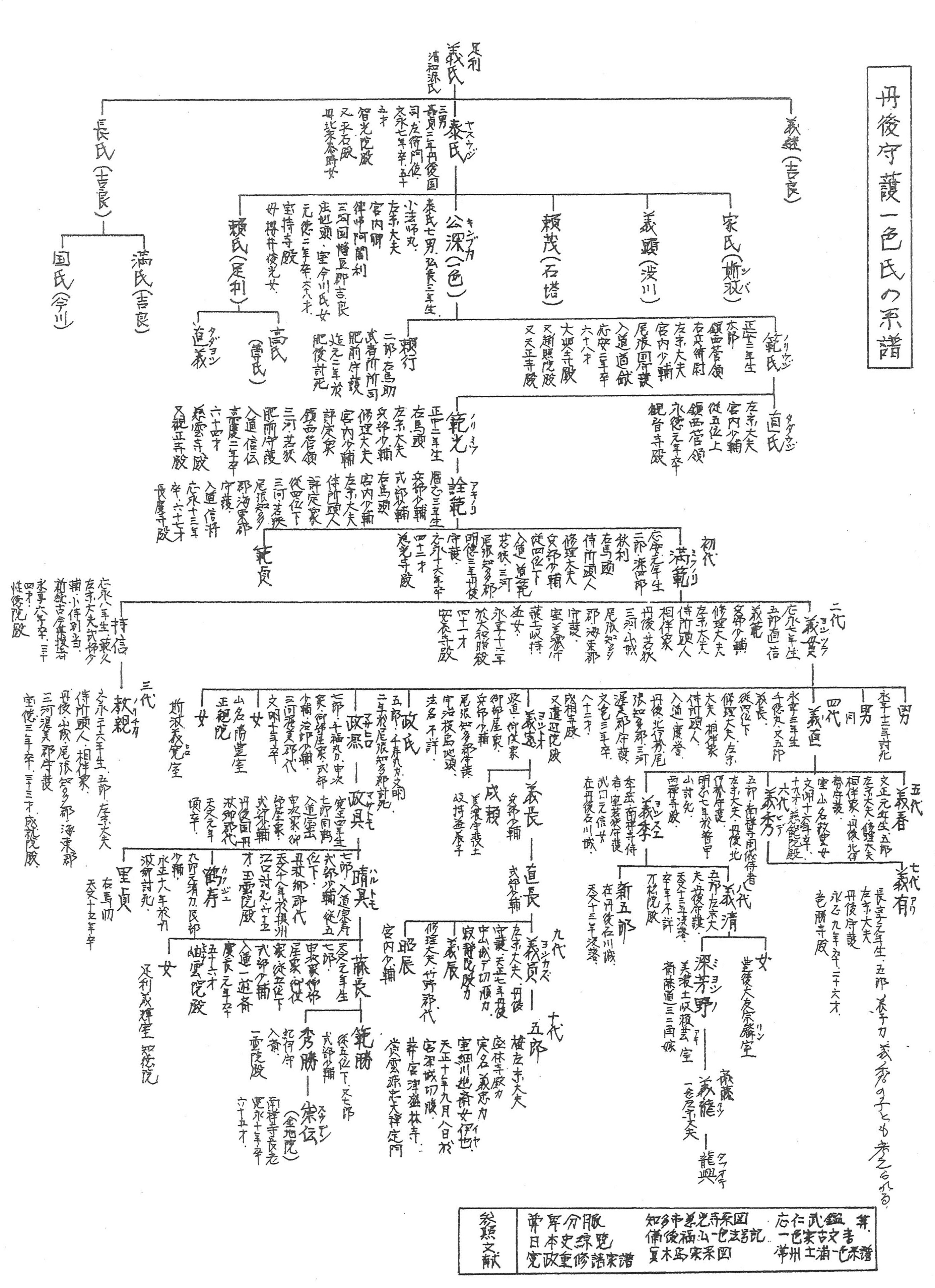
丹後守護一色氏代々控の系譜